# Paiement direct des pensions alimentaires
En droit français, un paiement direct des pensions alimentaires est une voie d'exécution forcée spécifique au recouvrement d'une pension alimentaire impayée. Il consiste à exiger le paiement des termes mensuels à échoir et d'une partie des arriérés de la pension auprès d'un tiers qui verse des sommes dues au débiteur (salaires, indemnités chômage, pensions) ou qui détient des fonds lui appartenant (banque).

## Principes
S'agissant d'aliments à recouvrer, donc par définition de sommes indispensables au créancier pour vivre, la procédure de paiement direct est simplifiée par rapport à d'autres types de recouvrement forcé (saisie des rémunérations, saisie sur compte bancaire etc.), et permet d'obtenir un paiement plus rapide. Une seule lettre recommandée avec avis de réception au tiers détenteur de fonds l'oblige à verser les sommes réclamées sous peine d'amende prévue pour les contraventions de la cinquième classe (les plus graves). Ainsi, un parent ayant obtenu au moment de son divorce (prononcé par un juge ou par consentement mutuel) une somme définie par mois versée par l’autre parent, devient son créancier, et peut légitimement la réclamer, à l’autre parent. Cependant, si aucune somme n’a été fixée, il faut se tourner vers le juge aux affaires familiales dans un premier temps, tout en étant en droit, durant 4 mois, de bénéficier de l’Allocation de soutien familial.
Le paiement direct est obligatoirement mis en œuvre par un huissier de justice ou par un organisme débiteur de prestations familiales (CAF ou MSA) dans les conditions prévues par le code des procédures civiles d'exécution (articles L 213-1 à L 213-6 et R 213-1 à R 213-10). Il s’agit, depuis un accord passé entre associations de défense des parents isolés, et la Chambre nationale des huissiers de justice, d’une procédure gratuite pour le créancier.[réf. nécessaire]
Dans le premier cas (huissier de justice), il permet de recouvrer les termes à échoir de la pension ainsi que les arriérés courant sur les six derniers mois. En revanche, s'il est engagé par un organisme débiteur de prestations familiales, comme les CAF ou les MSA, les arriérés des 24 derniers mois peuvent être récupérés en sus des termes courants.

## Procédure engagée par les CAF ou MSA
La procédure de paiement direct, engagée par les CAF ou MSA, dans le cadre du recouvrement des pensions alimentaires fixées par jugement définitif et impayées, est initiée par la loi 2014-873 pour l'égalité réelle entre les femmes et les hommes. Elle permet le recouvrement des pensions alimentaires impayées dans la limite des 24 dernières mensualités à la date d'engagement de la procédure, parallèlement ou non au recouvrement des 24 termes courants à échoir (c'est-à-dire à venir), de cette même pension alimentaire,,. L'emploi de cette procédure génère des frais de gestion légaux de 10 % de la somme totale engagée. Au delà, et dès la 25e mensualité, les uniques termes courants à échoir sont recouvrés, sans frais de gestion, c'est-à-dire que la procédure permet sur les 24 mois qui suivent la demande, de récupérer dans le même temps les 24 mensualités qui précèdent la demande.
Par exemple :
Jugement de janvier 2010, fixant la pension alimentaire à hauteur de 200 €, non-indexée. La pension alimentaire n'a jamais été payée.
Engagement de la procédure par la CAF en juillet 2017 afin de recouvrer les mensualités échues dans la limite de juillet 2015(1), les termes courants à échoir dans la limite de juin 2019(2), 10 % au titre de frais de gestion(3) :
Somme recouvrée : 1:24e de :
1 : (24 termes échus x 200) = 4 800 € +
2 : (24 termes courants à échoir x 200) = 4 800 € +
3 : 10 % des sommes totales au titre des frais de gestion : 0,1 x 9 600 € = 960 €
Soit une somme mensuelle de (4800+4800+960)/24 = 440 €. (Soit 2,2 termes courants à échoir)
Sur ces 440 € recouvrées, la CAF reverse prioritairement le terme courant à échoir à l'allocataire créancier qui l'a subrogée par la demande de prestation. Le solde est affecté à l'éventuelle allocation de soutien familial (ASF) servie à titre d'avance, jusqu'à apurement de cette dette d'ASF. Puis il est affecté au recouvrement des arriérés hors ASF jusqu'à apurement et enfin aux frais de gestion.
Les procédures peuvent être engagées à l'encontre des débiteurs d'aliment auprès de tout tiers détenteur de fonds (banque, employeur, pôle emploi, CPAM, CARSAT...)
La procédure de paiement direct est prioritaire sur tout autre type de recouvrement, s'agissant d'un recouvrement d'aliment, même face à une dette du Trésor Public. La quotité insaisissable à laisser au débiteur représente l'équivalent du RSA de base pour une personne. Dans l'exemple, la somme exigée ne pourrait être retenue dans sa totalité si les revenus du tiers saisi n'étaient pas suffisants pour lui laisser à disposition ce RSA de base, une fois le montant prélevé, ce qui finalement n'allongerait pas d'autant la procédure : les sommes qui n'ont pu être recouvrées par les CAF sont abandonnées car la limite de solvabilité du débiteur est atteinte. Cependant, dans ce cadre, la Cour de Cassation a rappelé dernièrement que les dettes alimentaires sont exclues des plans de surendettement des débiteurs, et que la procédure engagée par la CAF est assimilée à une dette alimentaire et non une dette sociale (du fait du versement de l'ASF, prestation familiale). À ce titre, la procédure ne doit pas être stoppée par un moratoire proposé par la Commission de surendettement des Particuliers de la Banque de France.

## Procédure par un huissier
Ce jour, les huissiers de justice, s'ils sont saisis par le parent créancier, peuvent également engager des procédures de paiement direct. Elles diffèrent en ce sens qu'elles sont toujours régies par la loi 73-5 du 2 janvier 1973,. Ainsi, les arriérés ne sont recouvrés que dans la limite des six dernières mensualités à la date d'engagement, et les termes courants à échoir sont limités aux 12 suivants. (Mais la procédure peut se poursuivre au-delà pour l'unique terme courant à échoir). Ainsi, et selon la même règle mathématique, en cas de défaillance totale du débiteur, la somme recouvrée est de 1,65x le terme courant à échoir. Les frais de gestion sont prioritairement recouvrés et versés à l'huissier instrumentant.
Depuis le premier janvier 2017, les CAF ont modifié leurs règles de prise en charge des dossiers. Les allocataires en couple n'ont plus obligation de procéder à un recouvrement forcé de droit privé avant de déposer un dossier. Ainsi, ils ne sont plus dans l'obligation de passer devant un huissier et peuvent directement faire valoir leurs droits auprès de la CAF.

### L’accompagnement financier parallèle à la demande de recouvrement
Si 30% des pensions alimentaires ne sont pas versées en partie ou en totalité en France, le recours au recouvrement desdites pensions est bien moins important. Il est néanmoins important, car il permet au parent lésé par la perte de ces pensions de bénéficier, pendant un temps de l’Allocation de soutien familial.
Ainsi, il devient possible de solliciter l’ASF afin d’obtenir :
- Une pension égale à son montant, soit 115,99 € par mois et par enfant si l’autre parent est dans l’impossibilité de payer tout ou partie de cette somme.
- Une avance durant la mise en place de la procédure de recouvrement[1].